# Jungermanniaceae
Jungermanniaceae là một họ rêu trong bộ Jungermanniales.

## Phân họ và chi
Các  phân họ và chi thuộc họ Jungermanniaceae bao gồm:
- Delavayelloideae Grolle
  - Delavayella Steph.
  - Liochlaena Nees
- Jungermannioideae Dumort.
  - Eremonotus Lindb. & Kaal. ex Pearson
  - Jungermannia L.
- Mesoptychioideae R.M.Schust.
  - Mesoptychia (Lindb.) A.Evans
  - Rivulariella D.H.Wagner.